# Sphecozone magnipalpis
Sphecozone magnipalpis är en spindelart som beskrevs av Alfred Frank Millidge 1993. Sphecozone magnipalpis ingår i släktet Sphecozone och familjen täckvävarspindlar. Inga underarter finns listade i Catalogue of Life.